# Wild Mouse (Idlewild)
Wild Mouse est une Wild Mouse en métal du parc Idlewild & Soak Zone, en Pennsylvanie, aux États-Unis.

## Localisations diverses
Ces montagnes russes ont été précédemment localisées :
- au Prater de Vienne, sous le nom Speedy Gonzales de 1985 à 1987.
- à Alton Towers, sous le nom Alton Mouse de 1988 à 1991.

## Trains
Wild Mouse a 6 wagons. Les passagers sont placés par deux sur deux rangs pour un total de 4 passagers par train. Les wagons sont en forme de souris.